# エコロックパイル工法
エコロックパイル工法（エコロックパイルこうほう）とは小口径羽根付き鋼管杭で基礎を築く工法である。

## 概要
千代田商事有限会社社長・伊藤輝雄の考案。1986年に特許出願し、1997年に特許登録された。
また、2004年に鹿島道路株式会社、正栄工業株式会社、株式会社富士宇部の協力により国土交通大臣認定工法になった。
直径114.3〜267.4mmの杭の先端に羽根を付け、杭を回転しながら地盤に圧入する。擁壁や道路標識の基礎のほか、建築の基礎などに使われている。
また、リーダーの短い圧入機械も用意し、上空に制約のある施工にも対応が可能である。